# Organic Lake
Der Organic Lake ist ein See in den Vestfoldbergen in der östlichen Antarktis, in unmittelbarer Nähe des Ace Lake. Es wurde vor 6000 Jahren gebildet, nachdem der damals höhere Meeresspiegel absank; heute liegt er 2 Meter über dem Meeresspiegel. Es ist isoliert, eher flach (7,5 m Tiefe), meromiktisch, hat einen Durchmesser von einigen hundert Metern und seine Fläche beträgt 0,15 Quadratkilometer. Es erstreckt sich über 0,6 Kilometer in Nord-Süd-Richtung und 0,9 Kilometer in Ost-West-Richtung. Sein Wasser ist extrem salzhaltiges Wasser und hat die höchste gemessene Konzentration an Dimethylsulfid in einem natürlichen Gewässer.
Im Jahr 2011 wurde im Organic Lake eine neue Virophagenart entdeckt, der „Organic-Lake-Virophage“ (OLV).
OLV parasitiert das zu den Riesenviren (NCLDV) gehörende „Organic Lake Phycodnavirus“ (mit den Varianten OLPV1 und OLPV2). Die OLPVs infizieren ihrerseits Algen. Trotz ihres Namens gehören die OLPVs zusammen mit einer Reihe verwandter Viren eher in die Nähe der Riesenviren-Familie Mimiviridae (innerhalb der Ordnung Imitervirales), nicht wie zunächst angenommen zu den Phycodnaviridae.
Für den provisorischen Namen dieser Gruppe, „OLPG“ (Organic lake phycodna(virus) group), ist OLPV der Namensgeber.
Seit April 2023 ist die Gruppe als Familie Mesomimiviridae vom International Committee on Taxonomy of Viruses (ICTV) offiziell bestätigt, eine Bestätigung für die OLPVs selbst steht jedoch noch aus.